# La Maison sous les arbres
La Maison sous les arbres (Engels: The Deadly Trap) is een Frans-Italiaanse dramafilm uit 1971 onder regie van René Clément.

## Verhaal
Een Amerikaan heeft zich met zijn vrouw en kinderen in Parijs gevestigd. Daar wordt druk op hem uitgeoefend om bedrijfsspionage te plegen. Wanneer hij weigert, worden zijn kinderen ontvoerd. Door het vreemde gedrag van zijn neurotische vrouw gaat de politie vermoeden dat zijzelf achter de ontvoering zit.

## Rolverdeling
| Acteur            | Personage              |
| ----------------- | ---------------------- |
| Faye Dunaway      | Jill                   |
| Frank Langella    | Philippe               |
| Barbara Parkins   | Cynthia                |
| Karen Blanguernon | Juffrouw Hansen        |
| Raymond Gérôme    | Commissaris Chameille  |
| Maurice Ronet     | Man van de organisatie |
| Michele Lourie    | Cathy                  |
| Patrick Vincent   | Patrick                |
| Gérard Buhr       | Psychiater             |